# Głuszynko
Głuszynko (kaschubisch Môłé Głëszëno; deutsch Klein Gluschen; slowinzisch Mẩṷlė Glȧ̃šänɵ) ist ein Dorf im Powiat Słupski der polnischen Woiwodschaft Pommern.

## Geographische Lage
Das Dorf liegt in Hinterpommern, etwa 28 Kilometer östlich von Słupsk (Stolp), drei Kilometer nordöstlich von Potęgowo (Pottangow) und 78 Kilometer westlich der regionalen Metropole Danzig (Gdańsk).

## Geschichte
Głuszynko war ein adliges Gut. 1617 wurde Peter Ritzen von Herzog Bogislaw X. mit Klein Gluschen belehnt. 1653 kam das Gut an Bogislaw Otto von Hoym, 1688 an Joachim  Ernst von Grumbkow und im 18. Jahrhundert dann an den Generalmajor Peter Christoph von Zitzewitz. Um 1784 gab es in Klein Gluschen ein Vorwerk, einen Bauern, acht Kossäten, einen Schulmeister und insgesamt 18 Haushaltungen. 1925 standen in Klein Gluschen 37 Wohnhäuser; 1939 wurden 319 Einwohner gezählt, die auf 71 Haushaltungen verteilt waren. Das Gut befand sich zuletzt im Besitz der Familie Hirsekorn.
Vor Ende des Zweiten Weltkriegs war Klein Gluschen Amtssitz des Amtsbezirks Klein Gluschen im Landkreis Stolp, Regierungsbezirk Köslin, der Provinz Pommern. Die Gemeindefläche war 713 Hektar groß. Klein Gluschen war der einzige Wohnort innerhalb  der Gemarkung Klein Gluschen.
Gegen Ende des Zweiten Weltkriegs wurde die Region am 9. März 1945 von der Roten Armee besetzt. Nach Kriegsende wurde Klein Gluschen zusammen mit Ganz Hinterpommern unter polnische Verwaltung gestellt. Später erschienen Polen, die Häuser und Gehöfte übernahmen. In der Folgezeit wurden  die Dorfbewohner  vertrieben.
Später wurden in der Bundesrepublik Deutschland 158 und in der DDR 61 aus Klein Gluschen vertriebene Dorfbewohner ermittelt.
Im Jahr 2008 hatte Głuszynko 250 Einwohner.